# Eddie Russo
Edward Leon „Eddie“ Russo (* 19. November 1925 in Chicago, Illinois; † 14. Oktober 2012 in King, Wisconsin) war ein US-amerikanischer Autorennfahrer.

## Karriere
Eddie Russo startete zwischen 1952 und 1960 in 18 Rennen zur AAA/USAC National Serie. Seine beste Platzierung war ein siebter Rang, den er 1955 in Langhorne auf einem Blough-Offenhauser erreichte.
Zu den 500 Meilen von Indianapolis versuchte er sich siebenmal zu qualifizieren. Viermal nahm er am Rennen teil, 1956 allerdings nur, da er den Wagen von Ed Elisian übernahm. Eine höhere Platzierung konnte er nicht erreichen. Da das Rennen zwischen 1950 und 1956 zur Fahrerweltmeisterschaft der Formel 1 zählte, stehen auch vier Grand-Prix-Starts in seiner Statistik.
Eddie Russo war der Sohn von Joe Russo und der Neffe von Paul Russo, die beide ebenfalls in Indianapolis starteten.

## Statistik

### Indy-500-Ergebnisse
| Jahr | Startnr. | Start | Qual. (km/h) | Ergebnis | Runden | Führung | Ausfall                                   |
| ---- | -------- | ----- | ------------ | -------- | ------ | ------- | ----------------------------------------- |
| 1954 | 37       | DNQ   |              |          |        |         |                                           |
| 1955 | 37       | 13    | 225,465      | 22       | 112    | 0       | Unfall                                    |
| 1956 | 27       | DNQ   |              |          |        |         |                                           |
| 1956 | 33       | DNQ   |              |          |        |         |                                           |
| 1956 | 10       |       |              | 232      | 37     | 0       | fuhr Elisians Wagen; Rd. 124–160; Bremsen |
| 1957 | 55       | 26    | 226,672      | 33       |        | 0       | Unfall                                    |
| 1958 | 55       | DNQ   |              |          |        |         |                                           |
| 1959 | 1        | DNQ   |              |          |        |         |                                           |
| 1959 | 78       | DNQ   |              |          |        |         |                                           |
| 1959 | 93       | DNQ   |              |          |        |         |                                           |
| 1959 | 98       | DNQ   |              |          |        |         |                                           |
| 1960 | 46       | 29    | 228,828      | 26       | 84     | 0       | Unfall                                    |

| Legende  | Legende            | Legende                                                          |
| Farbe    | Abkürzung          | Bedeutung                                                        |
| -------- | ------------------ | ---------------------------------------------------------------- |
| Gold     | –                  | Sieg                                                             |
| Silber   | –                  | 2. Platz                                                         |
| Bronze   | –                  | 3. Platz                                                         |
| Grün     | –                  | Platzierung in den Punkten                                       |
| Blau     | –                  | Klassifiziert außerhalb der Punkteränge                          |
| Violett  | DNF                | Rennen nicht beendet (did not finish)                            |
| Violett  | NC                 | nicht klassifiziert (not classified)                             |
| Rot      | DNQ                | nicht qualifiziert (did not qualify)                             |
| Rot      | DNPQ               | in Vorqualifikation gescheitert (did not pre-qualify)            |
| Schwarz  | DSQ                | disqualifiziert (disqualified)                                   |
| Weiß     | DNS                | nicht am Start (did not start)                                   |
| Weiß     | WD                 | zurückgezogen (withdrawn)                                        |
| Hellblau | PO                 | nur am Training teilgenommen (practiced only)                    |
| Hellblau | TD                 | Freitags-Testfahrer (test driver)                                |
| ohne     | DNP                | nicht am Training teilgenommen (did not practice)                |
| ohne     | INJ                | verletzt oder krank (injured)                                    |
| ohne     | EX                 | ausgeschlossen (excluded)                                        |
| ohne     | DNA                | nicht erschienen (did not arrive)                                |
| ohne     | C                  | Rennen abgesagt (cancelled)                                      |
| ohne     | keine WM-Teilnahme |                                                                  |
| sonstige | P/fett             | Pole-Position                                                    |
| sonstige | 1/2/3/4/5/6/7/8    | Punktplatzierung im Sprint-/Qualifikationsrennen                 |
| sonstige | SR/kursiv          | Schnellste Rennrunde                                             |
| sonstige | *                  | nicht im Ziel, aufgrund der zurückgelegten Distanz aber gewertet |
| sonstige | ()                 | Streichresultate                                                 |
| sonstige | unterstrichen      | Führender in der Gesamtwertung                                   |